# Nhật thực trên Sao Mộc

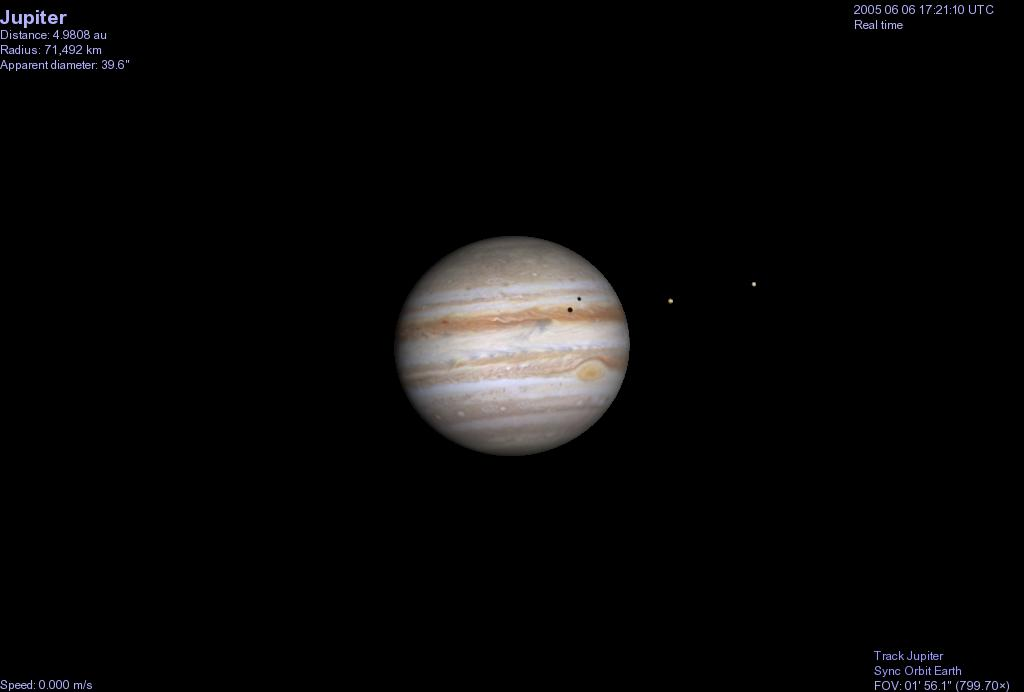
Một bóng quá cảnh đôi trên Sao Mộc. Hai vệ tinh có thể nhìn thấy, Io và Europa, ngay bên phải hành tinh trong bóng tối. (Hình ảnh được tạo bởi máy tính.)

Một cái nhìn mô phỏng về quá cảnh Io của Sao Mộc khi nhìn từ Trái Đất, cho thấy cái bóng rõ ràng đang dẫn đầu Io.

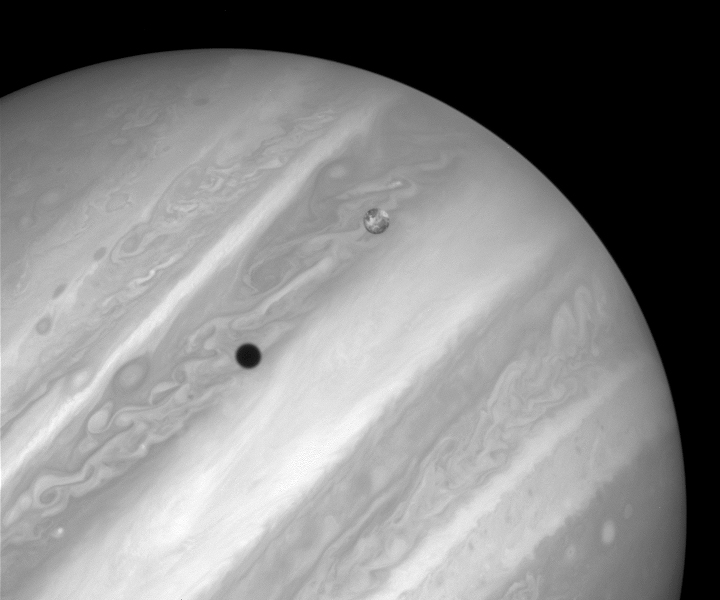
Một bức ảnh của Sao Mộc và mặt trăng Io của nó được chụp bởi Hubble. Điểm đen là bóng của Io.

Nhật thực xảy ra trên Sao Mộc xảy ra khi bất kỳ vệ tinh tự nhiên nào của Sao Mộc đi qua phía trước Mặt trời khi nhìn từ Sao Mộc.
Đối với các vật thể có đường kính góc nhỏ hơn Mặt trời, thuật ngữ thích hợp để miêu tả là quá cảnh. Đối với các hành tinh lớn hơn kích thước rõ ràng của Mặt trời, thuật ngữ thích hợp sẽ là một che khuất.
Có năm vệ tinh có khả năng che khuất hoàn toàn Mặt trời: Amalthea, Io, Europa, Ganymede và Callisto. Tất cả những hành tinh khác quá nhỏ hoặc quá xa để có thể hoàn toàn che khuất Mặt trời, vì vậy chỉ có thể quá cảnh Mặt trời. Hầu hết các vệ tinh ở xa hơn cũng có quỹ đạo nghiêng mạnh về mặt phẳng quỹ đạo của Sao Mộc, và hiếm khi được nhìn thấy hiện tượng quá cảnh.
Khi bốn vệ tinh lớn nhất của Sao Mộc, vệ tinh Galileo, che khuất Mặt trời, có thể nhìn thấy một bóng quá cảnh trên bề mặt Sao Mộc có thể quan sát được từ Trái Đất qua kính viễn vọng.
Thiên thực của Mặt trời từ Sao Mộc không đặc biệt hiếm, vì Sao Mộc rất lớn và độ nghiêng trục quay của nó (liên quan đến mặt phẳng quỹ đạo của các vệ tinh của nó) thực sự tương đối nhỏ, phần lớn quỹ đạo cả năm các thiên thể có khả năng che khuất Mặt trời sẽ dẫn đến hiện tượng che khuất mặt trời có thể nhìn thấy từ đâu đó trên Sao Mộc.
Hiện tượng liên quan đến thiên thực vệ tinh trong bóng tối của Sao Mộc đã được quan sát kể từ thời của Jac Cassini và Ole Rømer vào giữa thế kỷ XVII. Người ta đã sớm nhận thấy rằng thời gian dự đoán khác với thời gian quan sát theo cách thông thường, thay đổi từ sớm đến mười phút đến muộn đến mười phút. Rømer đã sử dụng các lỗi này để xác định chính xác tốc độ ánh sáng đầu tiên, nhận ra chính xác rằng các biến thể được gây ra bởi khoảng cách khác nhau giữa Trái Đất và Sao Mộc khi hai hành tinh di chuyển trên quỹ đạo quanh Mặt trời.
Tàu vũ trụ có thể được sử dụng để quan sát thiên thực trên Sao Mộc; bao gồm Pioneer 10 và Pioneer 11 (1973 và 1974), Voyager 1 và Voyager 2 (1979), quỹ đạo Galileo (1995 mật2003), Cassini xông Huygens (2000) và New Horizons (2007) đã quan sát hiện tượng quá cảnh của mặt trăng của chúng và bóng tối của nó.

## Tầm nhìn từ sao Mộc

Kích thước rõ ràng của các mặt trăng Galileo khi nhìn từ bề mặt của Sao Mộc. Các đơn vị được thể hiện bằng arc-giây. Để so sánh, đường kính góc trung bình của Mặt trăng khi nhìn từ Trái Đất là 1888", hoặc 31'28".

Đường kính góc bình quân của Mặt trời nhìn từ Sao Mộc là 372 arc-giây, hoặc 6' 12" (khoảng 1⁄5 của Mặt Trời như nhìn từ Trái Đất), thay đổi chút ít so với 381" tại điểm cận nhật đến 357" tại điểm viễn nhật. Không giống như sự trùng hợp ngẫu nhiên về kích thước rõ ràng của Mặt trăng và Mặt trời khi nhìn từ Trái Đất, viễn cảnh này phóng đại đường kính rõ ràng của tất cả các mặt trăng Galileo so với Mặt trời. Ngay cả Callisto xa hơn lớn hơn 50% và Io lớn hơn gần 6 lần. chênh lệch về kích thước góc này làm cho bóng tối của mặt trăng trên sao Mộc được xác định hơn so với bóng mặt trăng trên Trái Đất trong một tổng nhật thực, vì nó thu hẹp vùng nửa tối trong một khoảng cách nhất định.